# 関谷惇大
関谷 惇大（せきや としまさ）は、日本のラグビーレフリー（審判員）。2021年現在、日本協会A級公認レフリーを務めている。千葉県松戸市出身。

## 略歴
高校からラグビーを始めた。
市立松戸高校、流通経済大学を経て、レフリーになる。

## エピソード
2023年1月8日に開催された第59回全国大学ラグビーフットボール選手権大会決勝戦で主審レフリー川原佑が負傷したため後半20分から主審レフリーとなった。